# Konk
Konk es el segundo álbum de estudio de la banda inglesa de indie rock The Kooks, lanzado el 14 de abril de 2008 por Virgin Records. Fue producido por Tony Hoffer. El álbum lleva el nombre del estudio de Londres, donde fue grabada, que es propiedad de Ray Davies. También se publicó en una versión de disco doble con un segundo CD, titulado RAK, que incluye siete nuevos letras de las canciones no incluidas en el álbum, una versión alternativa de la canción álbum "See the Sun", grabado en los estudios de grabación RAK, y una pista demo llamado "Brooklyn".

## Lista de canciones
Konk CDV3043

| N.º | Título                                                                              | Duración |  |
| 1.  | «See the Sun»                                                                       | 3:36     |  |
| 2.  | «Always Where I Need to Be»                                                         | 2:41     |  |
| 3.  | «Mr. Maker»                                                                         | 3:00     |  |
| 4.  | «Do You Wanna»                                                                      | 4:06     |  |
| 5.  | «Gap»                                                                               | 4:00     |  |
| 6.  | «Love It All»                                                                       | 2:50     |  |
| 7.  | «Stormy Weather»                                                                    | 4:01     |  |
| 8.  | «Sway»                                                                              | 3:36     |  |
| 9.  | «Shine On»                                                                          | 3:14     |  |
| 10. | «Down to the Market»                                                                | 2:27     |  |
| 11. | «One Last Time»                                                                     | 2:38     |  |
| 12. | «Tick of Time» (la canción finaliza en 3:25, lo que sigue es un minuto de silencio) | 4:25     |  |
| 13. | «All Over Town» (hidden bonus track en todas las ediciones)                         | 3:14     |  |

| iTunes Bonus Tracks |                                                          |          |  |
| N.º                 | Título                                                   | Duración |  |
| 14.                 | «Bad Taste in My Mouth» (bonus tracks en iTunes)         | 3:27     |  |
| 15.                 | «Vicious» (bonus track que se puede solicitar en iTunes) | 3:23     |  |

RAK CDVX3043

| N.º | Título                                                                                      | Duración |  |
| 1.  | «Watching the Ships Roll In»                                                                | 3:21     |  |
| 2.  | «Eaten By Your Lover»                                                                       | 1:05     |  |
| 3.  | «No Longer» (Cantado y realizado por Hugh Harris & Luke Pritchrd)                           | 3:44     |  |
| 4.  | «Fa La La» (Voz realizada por Hugh Harris)                                                  | 3:01     |  |
| 5.  | «Nothing Ever Changes»                                                                      | 2:15     |  |
| 6.  | «By My Side» (Voz realizada por Hugh Harris)                                                | 2:47     |  |
| 7.  | «Hatful of Love» (en el coro de esta canción se puede escuchar el comienzo de Tick Of Time) | 3:32     |  |
| 8.  | «See the Sun» (Alternate Version)                                                           | 2:03     |  |
| 9.  | «Brooklyn» (Home Demo)                                                                      | 2:25     |  |

## Lanzamiento
| País           | Fecha               |
| -------------- | ------------------- |
| Europa         | 11 de abril de 2008 |
| Reino Unido    | 14 de abril de 2008 |
| Estados Unidos | 15 de abril de 2008 |

## Posicionamiento
| Listas (2008)                           | Posición |
| --------------------------------------- | -------- |
| Australian Albums Chart                 | 8        |
| Austrian Albums Chart                   | 6        |
| Belgian Albums Chart                    | 4        |
| Canadian Albums Chart                   | 15       |
| Spain Albums Chart                      | 21       |
| Dutch Albums Chart                      | 7        |
| European Albums Chart                   | 4        |
| French Albums Chart                     | 20       |
| German Albums Chart                     | 6        |
| Italian Albums Chart                    | 24       |
| Irish Albums Chart                      | 2        |
| New Zealand Albums Chart                | 12       |
| Norwegian Albums Chart                  | 27       |
| Swedish Albums Chart                    | 32       |
| Swiss Albums Chart                      | 9        |
| UK Albums Chart                         | 1        |
| U.S. Billboard 200                      | 41       |
| U.S. Billboard Comprehensive Albums     | 42       |
| U.S. Top Modern Rock/Alternative Albums | 10       |
| U.S. Top Rock Albums                    | 12       |
| U.S. Top Digital Albums                 | 43       |

- Datos: Q1432355